# مجلس السرطان في أستراليا
مجلس السرطان في أستراليا هو منظمة وطنية غير ربحية إلى تعزيز سياسات مكافحة السرطان والحد من الأمراض الناجمة عن السرطان في أستراليا. تقدم المشورة لمختلف المجموعات، بما في ذلك الحكومة، بشأن القضايا المتعلقة بالسرطان، وتعمل مدافعةً عن مرضى السرطان وأصدقائهم، كما أنها مساهم رئيس في تمويل البحوث الصحية والوقاية والتعليم.

## الخلفية
تأسس مجلس السرطان في أستراليا في عام 1961 جمعيةً مسجلةً تعمل تحت مسمى الجمعية الأسترالية للسرطان، وذلك عندما اتفقت مجالس السرطان في الولايات الست، والتي كانت لها هويات منفصلة، على الاتحاد بهدف «تعزيز مكافحة السرطان على المستوى الوطني». شُكل مجلسي السرطان في إقليم العاصمة الأسترالية والإقليم الشمالي وانضما في وقت لاحق إلى الجمعية. في عام 1997، وافق جميع الأعضاء الثمانية على توسيع الجمعية وإعادة تسميتها باسم مجلس السرطان في أستراليا وتعيين آلان كوتس رئيسًا تنفيذيًا افتتاحيًا لها. بحلول عام 2008، تحولت المنظمة من جمعية مسجلة لتصبح شركة مسجلة، وأسقطت «the» من اسمها وأعادت تسمية علامتها التجارية إلى مجلس السرطان في أستراليا، والتي احتفظت بها منذ ذلك الحين.
يشمل مجلس السرطان في أستراليا ثماني منظمات عضوة تعمل في ولاياتها وأقاليمها الفردية:
- مجلس السرطان في إقليم العاصمة الأسترالية
- مجلس السرطان في نيو ساوث ويلز
- مجلس السرطان في الإقليم الشمالي
- مجلس السرطان في كوينزلاند [الإنجليزية]
- مجلس السرطان في جنوب أستراليا
- مجلس السرطان في تسمانيا
- مجلس السرطان في فيكتوريا [الإنجليزية]
- مجلس السرطان في غرب أستراليا

### النصائح الغذائية
يدعو مجلس السرطان في أستراليا إلى اتباع نظام غذائي غني بالأطعمة النباتية للوقاية من السرطان مثل تناول حصتين على الأقل من الفاكهة وخمس حصص من الخضروات، بما في ذلك البقوليات وأربع حصص على الأقل من الحبوب الكاملة يوميًا. كما يشجعون الناس على تناول حصتين ونصف على الأقل من منتجات الألبان يوميًا وحصتين على الأقل من الأسماك الزيتية أسبوعيًا.
ينصح مجلس السرطان في أستراليا الناس بالحد من تناول اللحوم المصنعة واللحوم الحمراء لأنها تزيد من خطر الإصابة بسرطان الأمعاء. وقد اعترف مجلس السرطان في أستراليا بأهمية الاكتفاء بفيتامين د، لكنه تردد في تأييد إرشادات محددة بشأن التعرض للأشعة فوق البنفسجية ب من التعرض لأشعة الشمس. وقد ارتبط فيتامين د بانخفاض خطر الإصابة بعديد أنواع السرطان في الدراسات العالمية والوطنية.

## الفعاليات

### أكبر حفل شاي صباحي في أستراليا
أحد أكبر حفلات جمع التبرعات الرئيسية التي ينظمها مجلس السرطان هو «أكبر شاي صباحي في أستراليا».وفي 26 أيار/مايو 2005، حطم هذا الحدث الرقم القياسي في موسوعة غينيس للأرقام القياسية عن «أكبر حفل شاي صباحي في العالم» بمشاركة حوالي مليون أسترالي ودعمهم لمجلس السرطان في ذلك اليوم.

### يوم النرجس
يوم النرجس البري هو الحدث الأكثر شهرة لجمع التبرعات في المجلس الأسترالي لمكافحة السرطان. ويقام في شهر أغسطس من كل عام.

### يونيو خالي من القمامة
كانت حملة «يونيو بلا وجبات سريعة خالية من الوجبات السريعة» حملة لجمع التبرعات أقيمت في عام 2016، حيث أعطت الأولوية للعادات الصحية ودعمت عمل مجلس السرطان في كوينزلاند في مجال أبحاث السرطان. شجعت حملة «يونيو بلا طعام مرذول» المشاركين على التخلي عن الوجبات السريعة مثل الوجبات الخفيفة المعلبة الغنية بالسكر والكربوهيدرات المكررة والدهون المتحولة. ووفقًا للصندوق العالمي لأبحاث السرطان الدولي، يمكن الوقاية من ثلث أنواع السرطانات الأكثر شيوعًا تقريبًا من خلال اتباع نظام غذائي مغذٍ والحفاظ على وزن صحي وممارسة النشاط البدني بانتظام.

## الإرث
ساهم مجلس السرطان بشكل كبير في المجتمع الأسترالي من خلال مساعدة الأشخاص الذين يعانون من السرطان أو أي مرض سرطاني. وأطلق مجلس السرطان في غرب أستراليا في عام 2004 جمعية كلايف ديفيرال  وسيلةً لشكر الأشخاص الذين أدرجوا هدية في وصيتهم لمجلس السرطان في غرب أستراليا.

## الملاحظات
1. ↑  وفقًا لمجلس السرطان في أستراليا، «تشير مكافحة السرطان إلى إجراءات الحد من تأثير السرطان على الأشخاص بما في ذلك: الحد من خطر الإصابة بالسرطان والإصابة به؛ وتحسين الكشف المبكر والعلاج؛ وتحسين الرعاية والدعم للأشخاص المصابين بالسرطان».

## الروابط الخارجية
- الموقع الرسمي